# Атлас-E/F
Атлас-E/F - одноразовая американская ракета-носитель, созданная на базе снятых с вооружения ракет SM-65. Первая ступень использовалась без изменений, а в качестве верхней ступени использовались различные твердотопливные ступени, кроме единственного полёта, когда была использована ступень на жидком топливе «Аджена».

## Варианты

### Atlas E/F-Agena
Аджена использовалась в единственном пуске Атласа-F, который был произведён 27 июня 1978. В тот день был запущен спутник Seasat-1. Это был последний запуск РН Атлас-Аджены.

### Atlas E/F-Altair
Разгонный блок Altair-3A использовался при запуске кластера из трёх спутников Stacksat 11 апреля 1990. Данная версия могла выводить 210 килограмм на НОО.

### Atlas E/F-Trident
В период с 1967 по 1971 годы проводились суборбитальные пуски для испытания теплозащиты возвращаемых КА. Всего было произведено 19 пусков, два окончились провалом.